# Alfred Zeman
Alfred Zeman (26. dubna 1909 Koryčany – 13. dubna 1945 Lipsko) byl československý odbojář. Před přepadením Československa v březnu 1939 působil u 20. pěšího pluku Michalovce, nato působil v odbojových skupinách v Janovicích nad Úhlavou a v Klatovech. Roku 1943 byl zatčen, vězněn a odsouzen za velezradu Velkoněmecké říše k trestu smrti stětím. Popraven byl v dubnu 1945 v Lipsku.

## Život

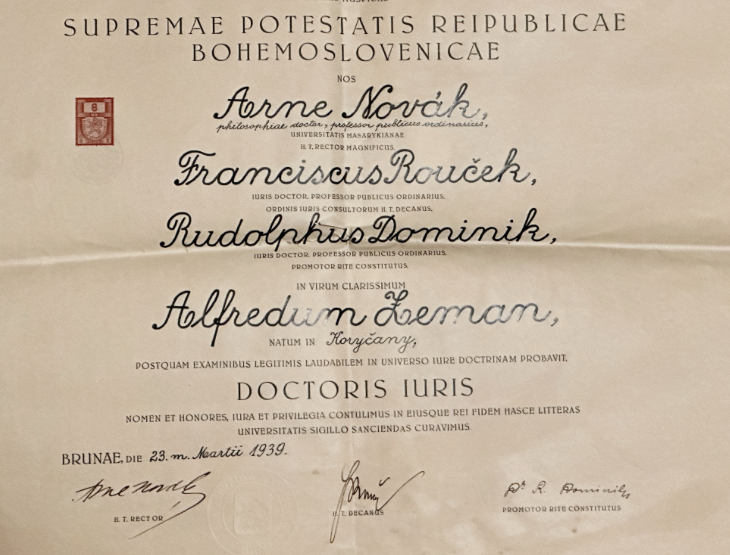
Diplom MUNI Brno

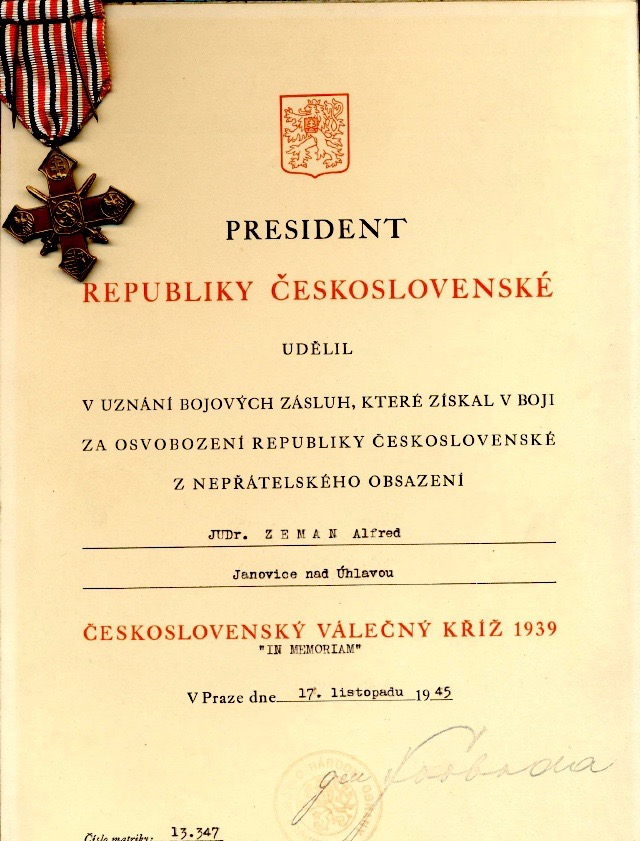
Válečný kříž 1939

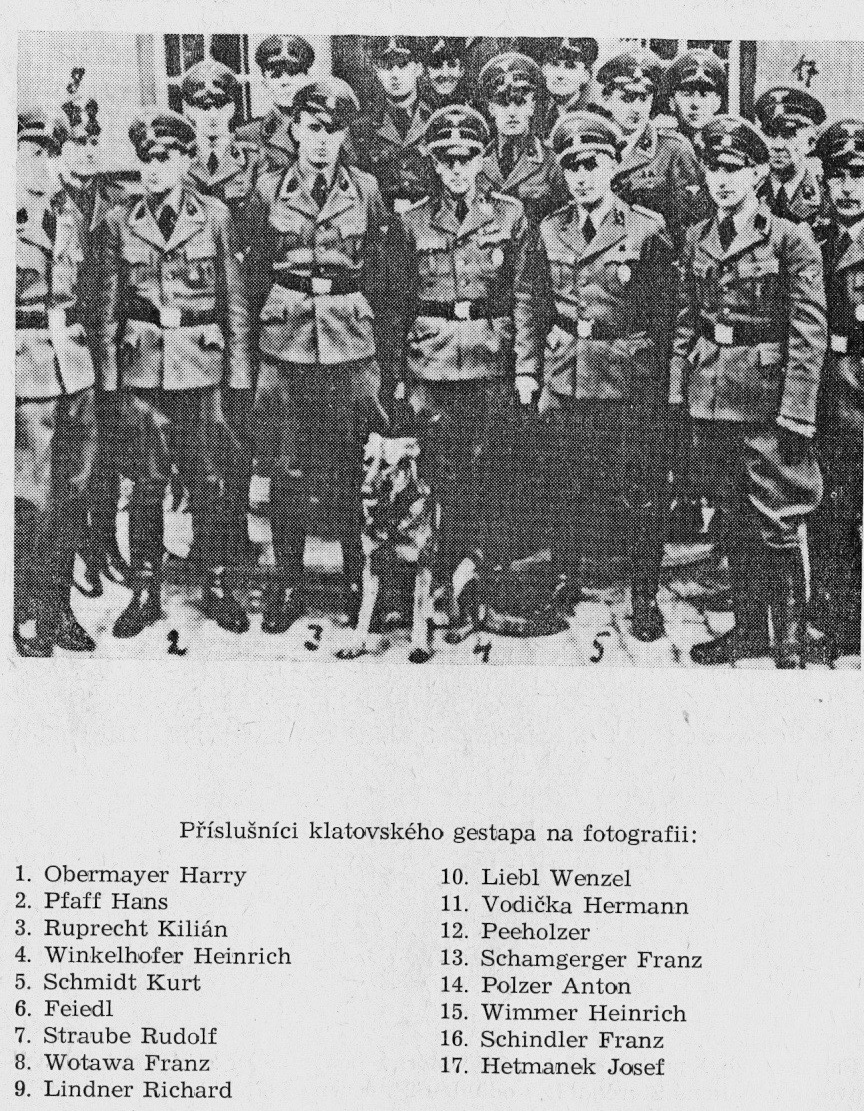
Příslušníci klatovského gestapa

Alfred Zeman se narodil v Koryčanech 29. dubna 1909 v rodině obuvnického mistra Jana Zemana a matky Karolíny roz. Hromádkové z Bučovic. V Bučovicích chodil do školy a absolvoval zde reálné gymnasium, ve studiu pokračoval v Brně na Právnické fakultě Masarykovy univerzity, které ukončil státními zkouškami 1937, načež byl povolán do vojenské služby u 20. Pěšího pluku v Michalovicích.
Po přepadení ČSR 15.3.1939 byl 20. pěší pluk demobilizován a 16.3.1939 byl podle vojenského listu trvale dovolený. Odložená promoce na Právnické fakultě Masarykovy univerzity (MUNI) v Brně se uskutečnila až 20.3.1939, a to jako poslední před uzavřením vysokých škol v Protektorátu Čechy a Morava a také za života tehdejšího rektora univerzity Arne Nováka (✞ 26.11.1939). Do služebního poměru nastoupil jako JUDr koncipient u okresního soudu v Bučovicích a po půl roce byl delegován na úřad práce v Prostějově. V červenci 1941 byl přeložen do Klatov jako přednosta Úřadu práce. Do Klatov dojížděl z bydliště v Janovicích nad Úhlavou.

## Odboj v Janovicích nad Úhlavou
Z podnětu revolučního národního výboru v Klatovech se utvořila napojená odbojová skupina v Janovicích n/Úhlavou z místních občanů. Janovický městský kronikář, ředitel místní školy, uvádí:
Vytvoření odbojové buňky v Janovicích byl tímto okresním tajným výborem pověřen JUDr Alfred Zeman, tehdy právní úředník na úřadě práce v Klatovech. Je bezesporu, že rozhodujícím činitelem, který zapojil Janovice v tak hojné míře do odbojové činnosti byl JUDr Alfréd Zeman.

## Odboj v Klatovech
V Klatovech ve stejném období působila odbojová skupina Obrany Národa v čele s Gen. Dostálem, která z vojenských skladů zabezpečujících logistiku Československých hraničních pevnůstek, ukrývala zbraně a další výstroj k dalšímu použití. Na podzim 1942 se v Klatovech ustavil Národní revoluční výbor (NRV). Předsedou byl MUDr Karel Dobrouský, chirurg a primář klatovské nemocnice, gen. Dostál měl na starosti vojenskou složku, Alfred Zeman úsek veřejné správy. Prostřednictvím Gen.Dostála byli napojeni na centrálu organizace Obrany národy. U vlastenců setrvávalo národní povědomí a povšechné přesvědčení, že po okupaci Sudet se zorganizuje revoluce a nejpozději v roce 1943 dojde ke zhroucení Německa,  což bylo v podstatě hrubé podcenění hitlerovské mašinérie, která se již opírala o víceleté zkušenosti a měla vybudované rozsáhlé represivní aparáty (Gestapo, Sicherheitsdienst) a v obsazených zemích síť místních udavačů, povětšinou německé národnosti, hlásících se k říšskému občanství, ale i domácích kolaborantů. Po příchodu Reinharda Heydricha na pozici zastupujícího říšského protektora Böhmen und Mähren, ihned vyhlásil 28. září 1941 1. stanné právo, které se odvozovalo od rozkazu Sicherheitspolizei a SD z 13.6.1940 v dokument "Vliv inteligence na vytváření českých odbojových skupin", podle kterého se prováděly represe proti domácí inteligenci, zatýkání, věznění koncentrační tábory a popravy. Příkladem je osud gen. Eliáše.

## Klatovské Gestapo
Gestapo svoji služebnu v Klatovech zřídilo bezprostředně po 15.3.1939 s působností pro celé jihozápadní Čechy. Velitelem se stal kriminální rada Heinrich Winkelhofer, který se vyznačoval brutalitou vůči pronásledovaným a zatčeným, ostatně stejně tak i jeho podřízení, zvláště v období 2. stanného práva, kdy v blízkém popravišti v Lubském lese nechal vykonat 73 poprav. Celkem je mu přičítáno zatčení 3260 osob, odsuny celých rodin do koncentračních táborů, zúčastňoval se stanných soudů, povětšinou končících odsouzením k trestu smrti a k bezprostřední popravě. Po osvobození byli všichni gestapáci pochytání a po právu Klatovským lidovým soudem odsouzení.

## Represe
Po atentátu na Reinharda Heydricha vyhlášené 2. stanné právo bylo brutální odezvou, popravy, deportace do koncentračních táborů, všeobecné utrpení celých rodin, vypálení celých dědin (Lidice, Ležáky, aj.). Protinacistický odboj v Klatovech se obnovil na podzim 1942. Janovický kronikář uvádí:
 "Ilegální organizace byla prozrazena tím, že spojka s organizací mezi v Plzní a v Prahou byla dopadena Gestapem a donucena vyzradit okresní spolupracovníky. … jiný je údaj, že se jednalo o sestřeleného parašutistu v Borovanech u Lužan u něhož se našla jména 77 členů odboje. Nevylučuje se i udání německým správcem pily v Janovicích" 
 Po krutém vyslýchání gestapem v Klatovech byl Alfred Zeman vězněn v Praze na Pankráci, v říjnu 1943 převezen do Malé pevnosti v Terezíně, (tam v samotkách strávil 28 dnů od 29. října do 26. listopadu), v prosinci 1943 ve věznice Plötzensee v Berlíně, Charlottenburg-Nord, v březnu 1944 ve věznice Gollnowě, posléze v srpnu převezen do vazební věznice v Drážďanech, kde také působil Volksgerichtshof (Lidový soudní dvůr). V hlavním procesu soudního senátu s předsedou vrchním soudním radou (Oberlandesrat) Illnerem 27. září 1944 byl spolu s Gen. Dostálem a Františkem Margoldem (členové NRV v Klatovech) odsouzeni k trestu smrti. V rozsudku, je odůvodnění, ve kterém se uvádí (v překladu): 
 "Dostál a Zeman založili tajnou organizaci Revoluční národní výbor s nepřátelským úmyslem proti Říši připravovat revoluci směřující k obnovení Českého státu“.
 Rozsudek měl být vykonán po schválení v Praze SS-gruppenführer(em) K.H.Frankem, vyžádané spisem odeslaným z Berlína 20.10.1944. V důsledku situace na válečných frontách a také zpožďovací taktice hlavního berlínského obhájce Dr. Astfalcka Odsouzení přežili i pochod smrti z vybombardovaných Drážďan 15.2.1945 až do Lipska. Po celou tuto dobu usiloval fanatický nacista prokurátor Kutzner o způsobu jak nechat vězně cestou popravit, až se mu to podařilo v Lipsku, kde dal sestavit popravčí četu a vybraných 32 vězňů 13.4.1945 nechal postřílet v kasárnách Golis. Těla byla převezena na hřbitov Ostfriedhof a vhozena do společného hrobu.

## Osvobození Lipska
Po vstupu US jednotek George S. Pattona do Lipska 18.4.1945,  vyhledávací jednotka hrob odkryla a jednotlivá těla byla vložena do samostatných truhlic, avšak bez jmenné identifikace, seznam popravených se dohledal až v roce 1946. Na žádost jedné pozůstalé rodiny z Prahy se dosáhlo souhlasu k exhumaci všech 32 pohřbených až v roce 1952 a podle vězeňských protokolů.  provést forenzní identifikaci, která se u několika popravených podařila, mezi nimi i Alfreda Zemana a také gen.Dostála. Jejich hrobová místa byla zanesena do databáze hřbitova a zpřístupněna.

## Epilog
Zpřesněný popis událostí 13.4.1945 se podařilo dohledat v německých archivech až po 70 letech. Je to historie dějů, kterých se ve válečných časech odehrává (a v historii mnohokrát) všude tam, kde zvítězí zbraně nad uměřeným rozumným lidským jednáním o vzájemných sporech. O to hůře když se do sporů vloží velmoci, sledující pouze svoje egoistické mocenské a zištné ekonomické zájmy. V historii lze ovšem dohledat příčiny kolapsů civilizací a rozpoznat jejich zákonitosti

## Galerie

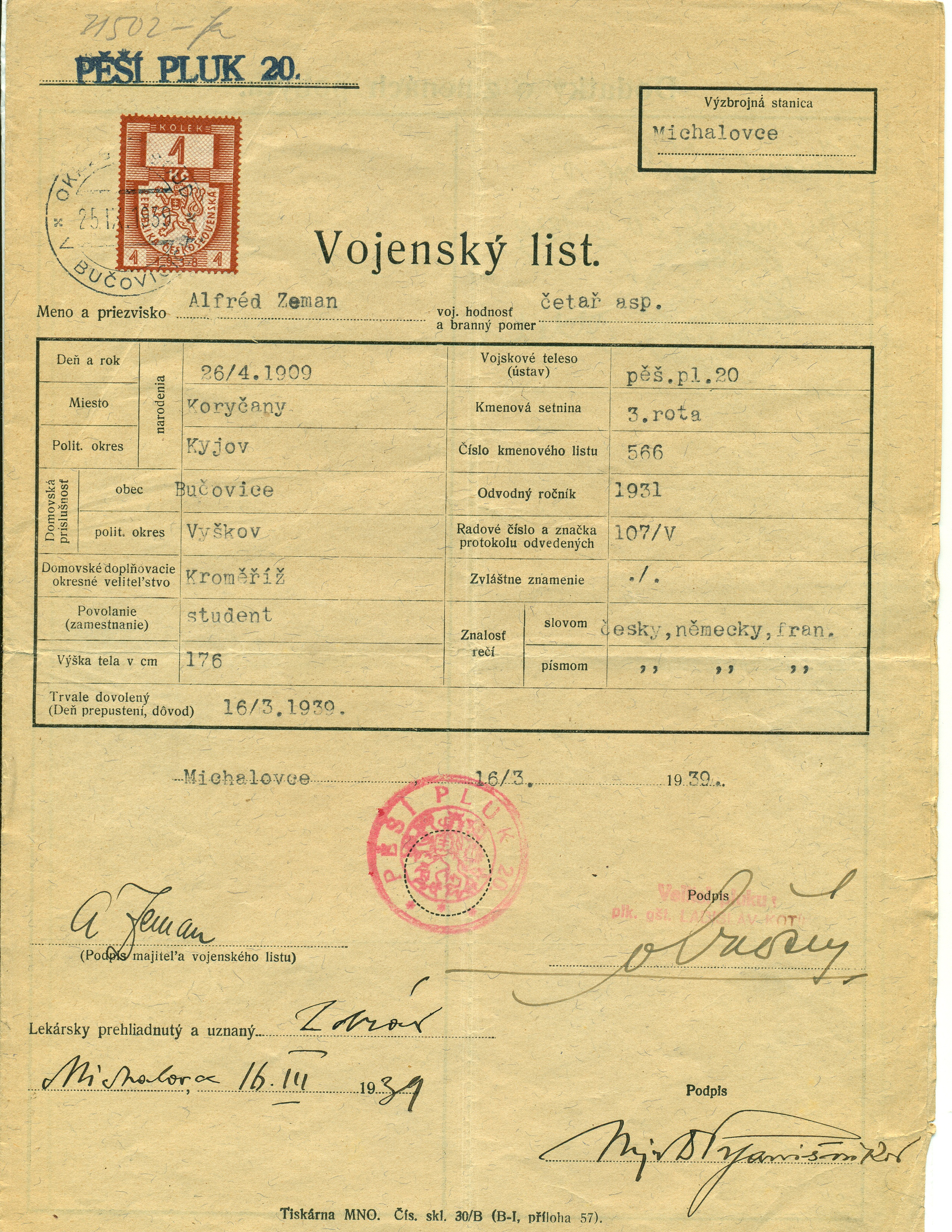
Vojenský list 20. pěš.Pluk Michalovce z 16.3.1939
- Faksimile deníku "Svobodné Pošumaví" z 14.6.1946
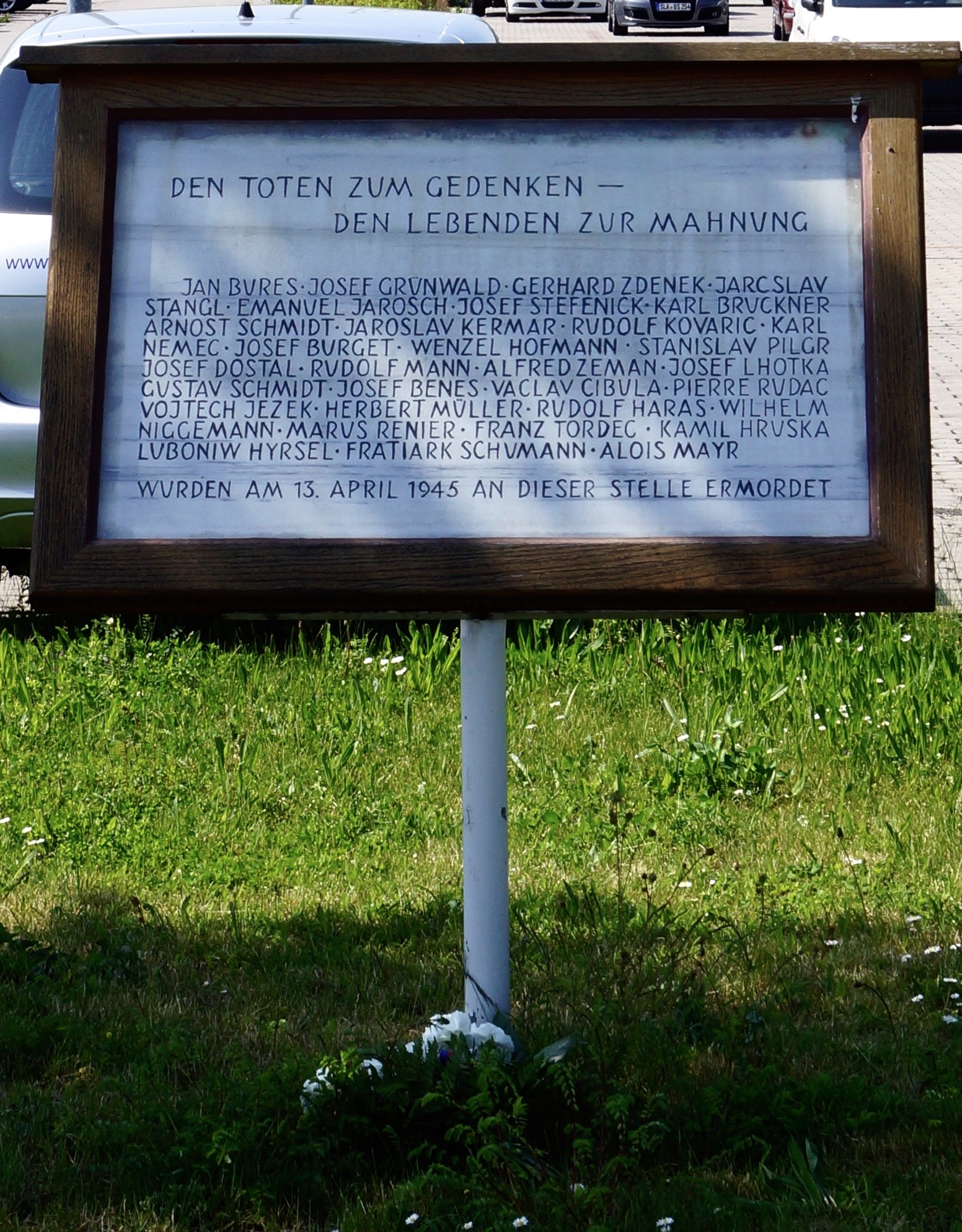
Památník kasárna Gholis, Lipsko
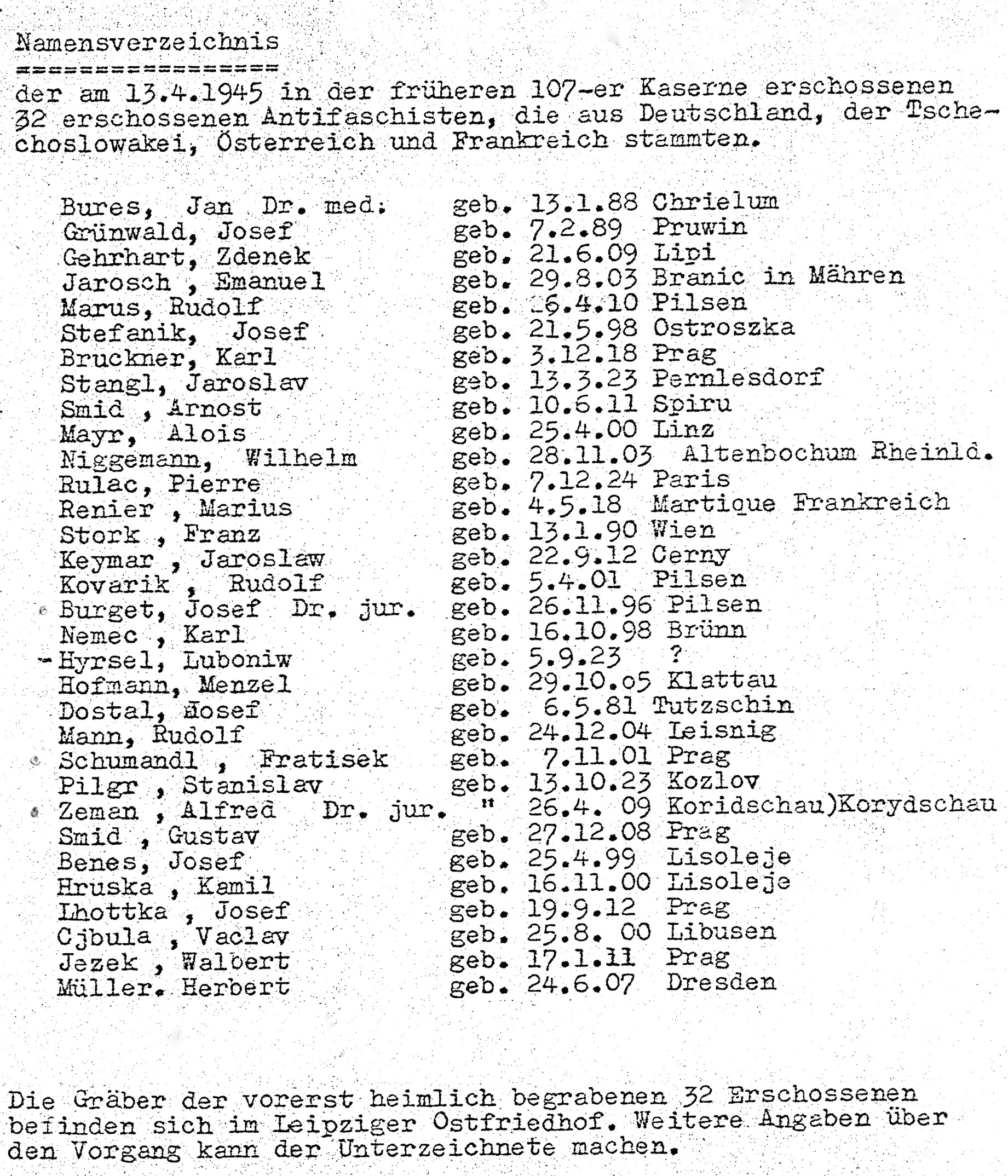
Seznam popravených 13.4.1945, sestavený až v roce 1946
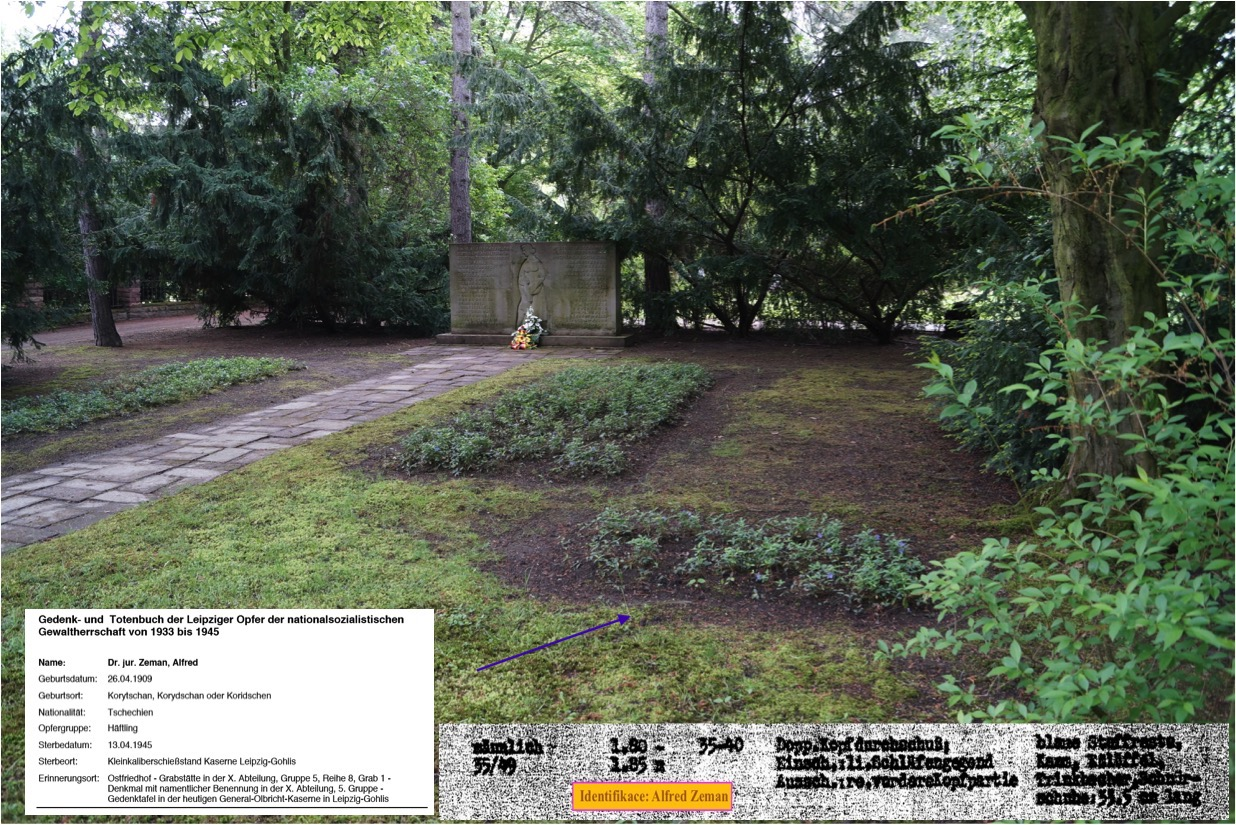
Památník,hrobové místo na Ostfriedhof a forensní identifikace Alfreda Zemana
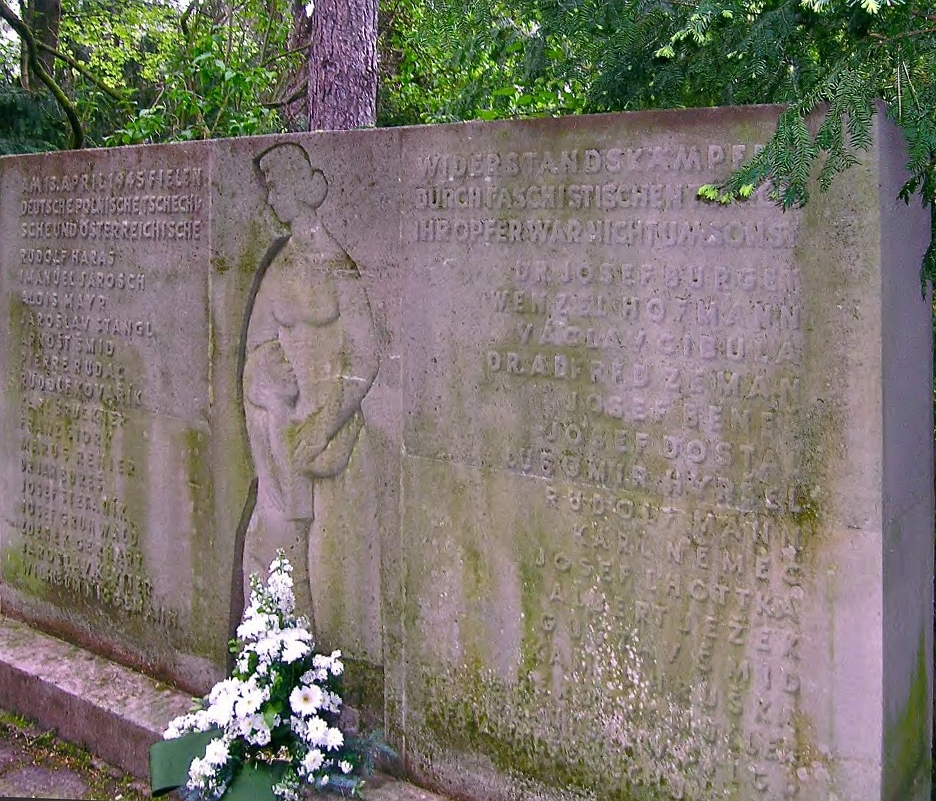
Památník na hřbitově Ostfriedhof v Lipsku
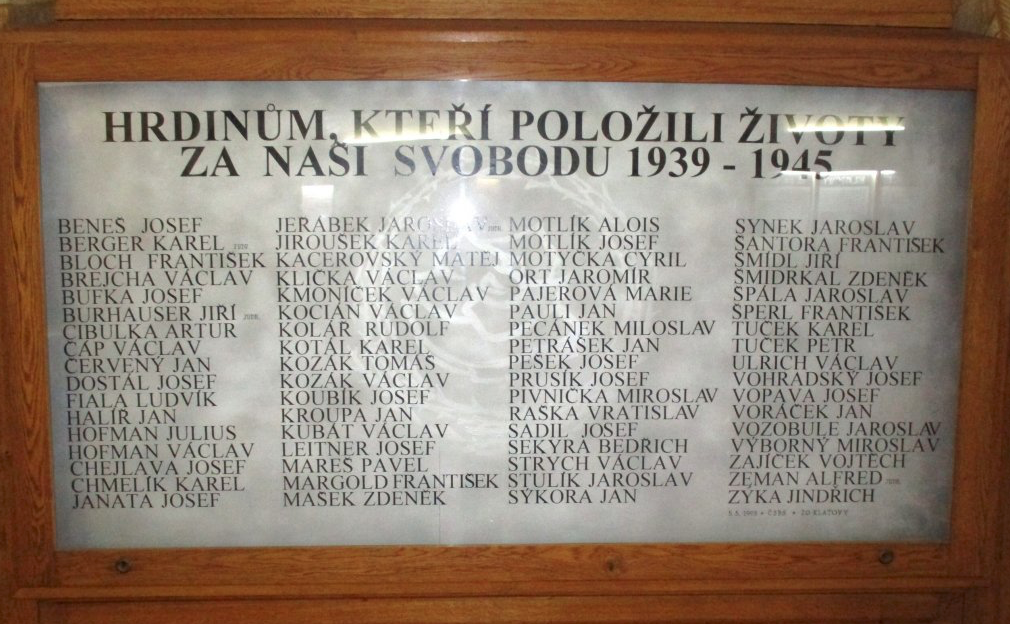
Pamětní deska ve vestibulu Městského úřadu Klatov